# Kamej

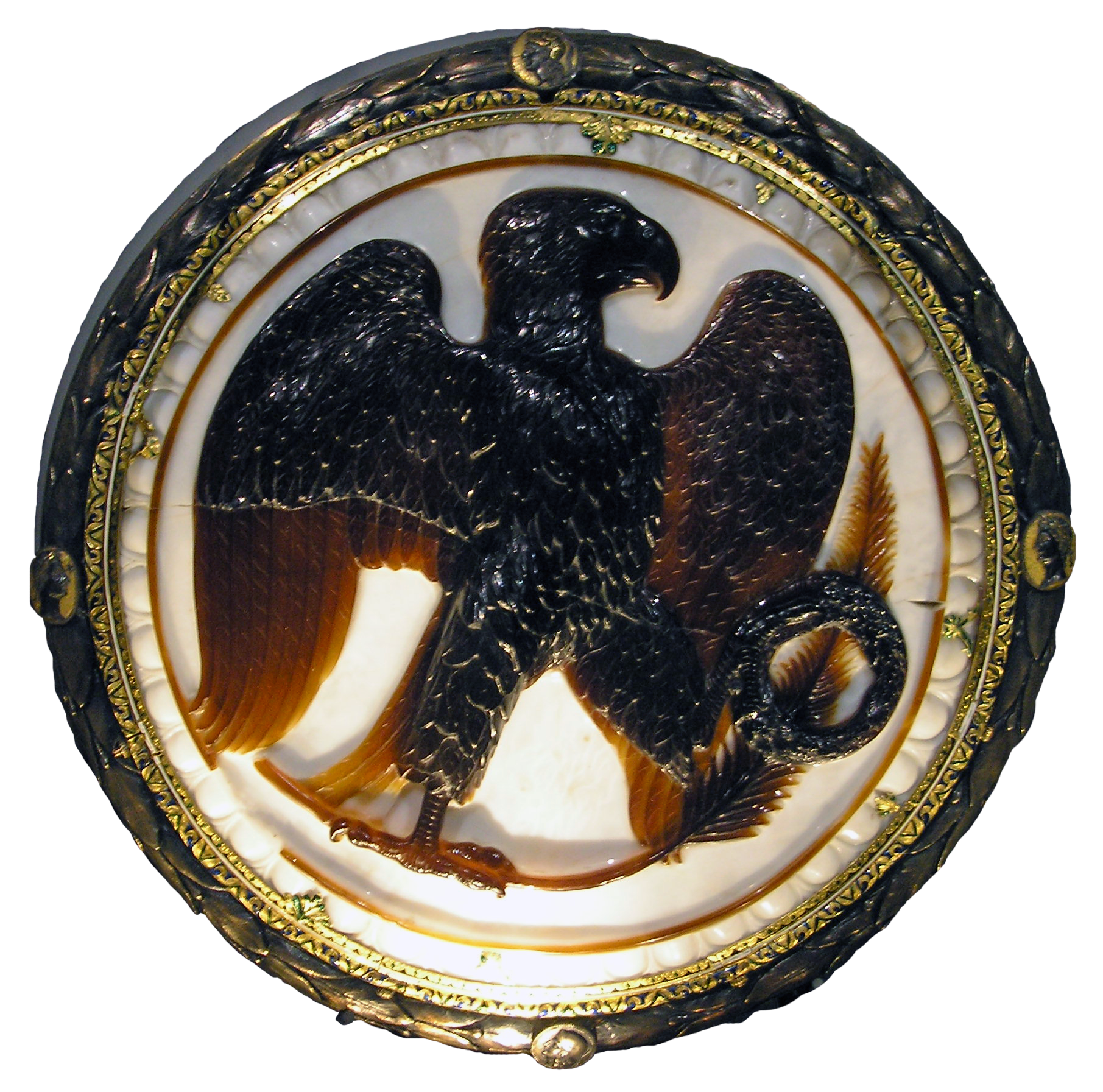
Římská kamej s orlem, dvouvrstvý onyx, 27 př. n. l., Kunsthistorisches Museum

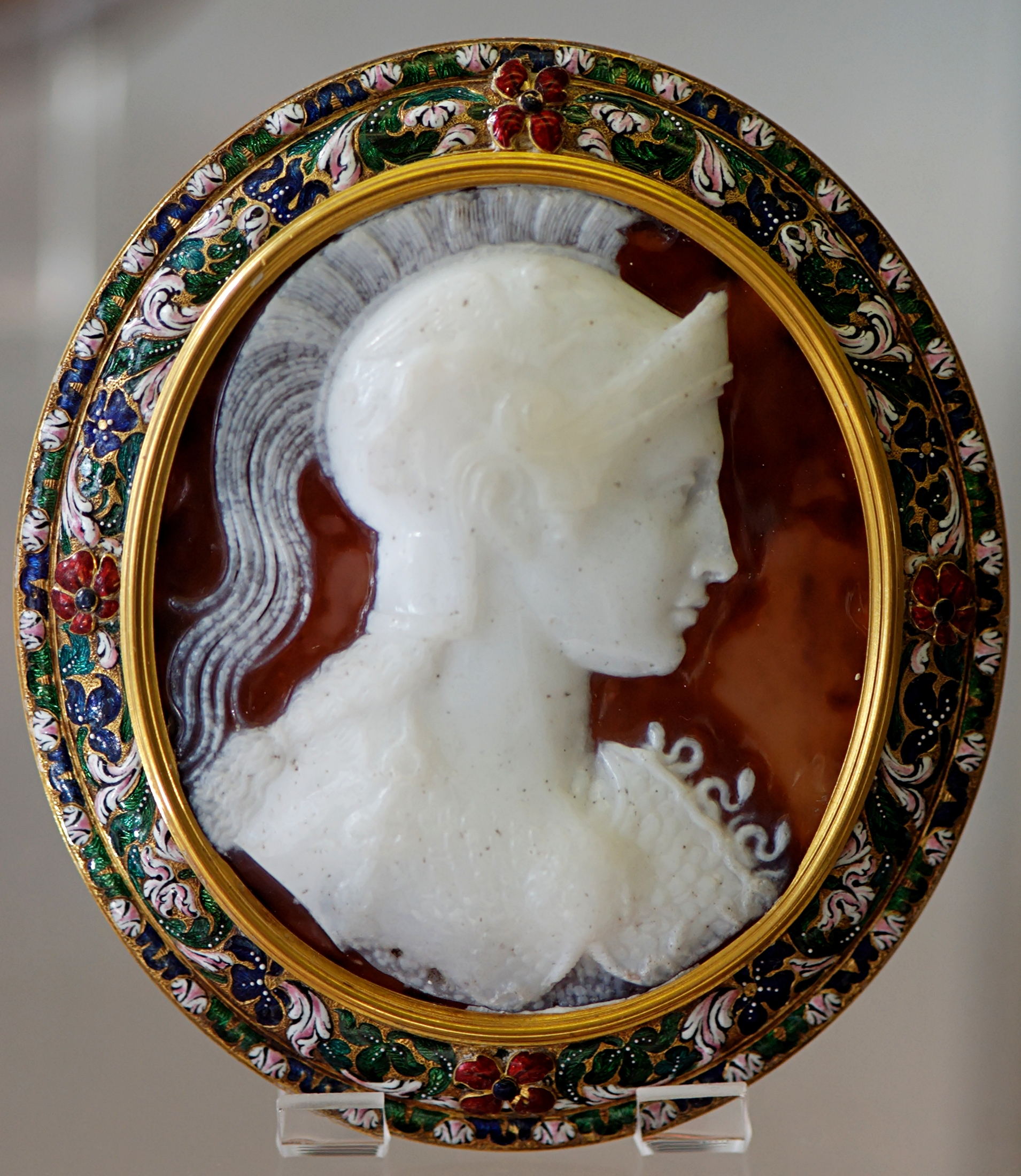
Athéna na kameji z 1. stol. př. n. l., zlatá obroučka 17. stol. Paříž, Cabinet des Médailles

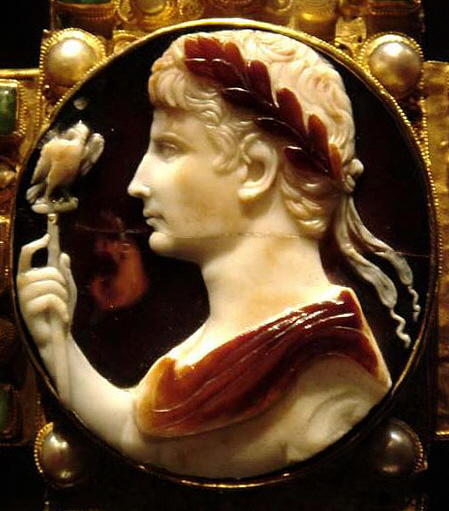
Císař Augustus. Dómský poklad, Cáchy

Kamej (z ital. cammeo) je drobná reliéfní skulptura, vybroušená nebo vyrytá obvykle z polodrahokamu, mušle nebo skla a užívaná jako ozdoba nebo šperk. Na rozdíl od častější gemy (intaglie), kde je motiv vyhlouben, je u kameje vypuklý. Často se také využívá rozdílné zbarvení vrstev materiálu, takže například portrét je světlý na tmavším pozadí.

## Historie
Kameje navazují na starší rytí do drahých kamenů (pečetidla, gemy) a objevují se od 4. stol. př. n. l. v ptolemaiovské Alexandrii, odkud se rozšířily do Řecka a Říma, kde byly nesmírně oblíbené. Někdy se touto technikou zhotovovaly i celé nádoby. Umění rytí do drahokamů – glyptika – kvetlo až do středověku v Byzanci, odkud se kameje často dovážely do západní Evropy. Glyptika opět rozkvetla v renesanci, zejména v Itálii a ve Francii, pěstovala se pak po celý novověk a zažila vlnu nového zájmu v 19. století (klasicismus, biedermeier, secese). Od renesance se kameje dělaly také z mušlí, z perleti a ze skla. V Čechách v glyptice vynikl profesor Josef Drahoňovský a jeho škola v Turnově.

## Užití
Kameje se zasazují do zlatých obrouček a užívají jako šperky, zejména přívěsky, spony a brože, vzácně v prstenech. Ve středověku se často umísťovaly na vazby vzácných knih, na relikviáře a podobně. Jako mimořádně cenné předměty byly kameje často královskými dary a u velkých evropských dvorů (Paříž, Vídeň, Londýn, Petrohrad, Berlín, Drážďany) vznikly v 18. a 19. století bohaté sbírky kamejí.

## Galerie

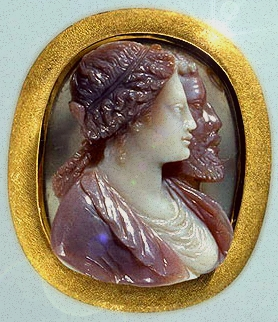
Lucrezia Borgia a Alfonso I. d'Este. Achát, kolem 1550
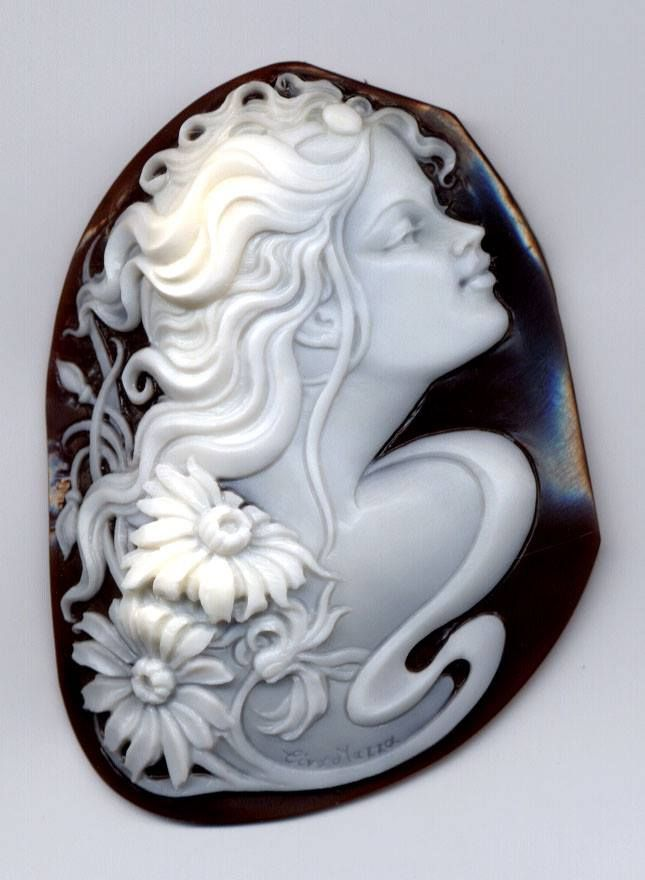
Ručně broušená kamej z mušle šišana antilského od Cira Mazzy